# Суру (провинция)
Суру (фр. Sourou) — одна из 45 провинций Буркина-Фасо. Входит в состав региона Букле-ду-Мухун. Административный центр провинции — город Туган. Площадь провинции составляет 5765 км².

## Население
По данным на 2013 год численность населения провинции составляла 250 830 человек.
Динамика численности населения провинции по годам:
| 1996    | 1997    | 2005    | 2006    | 2013    |
| ------- | ------- | ------- | ------- | ------- |
| 188 512 | 189 726 | 237 386 | 219 826 | 250 830 |

## Административное деление
В административном отношении подразделяется на 8 департаментов:
- Ди
- Гомборо
- Кассум
- Кьембара
- Ланфьера
- Ланкуэ
- Тоэни
- Туган